# Рисовое (Приморский край)
Ри́совое — село в Анучинском районе Приморского края. Входит в состав Гражданского сельского поселения.

## География
Село Рисовое стоит на левом берегу реки Тихая (приток Синегорки), напротив села Чернышевка.
Дорога к селу Рисовое идёт через Чернышевку и Корниловку от автотрассы Осиновка — Рудная Пристань.
Расстояние до районного центра Анучино (через Чернышевку и Таёжку) около 48 км, до Арсеньева около 22 км.
Западнее Рисового на левом берегу реки Тихая расположено село Новопокровка, на север идёт дорога к посёлку ЛЗП-3.

## История
До 1972 года село носило китайское название Телянза. Переименовано в Рисовое после вооружённого конфликта за остров Даманский.

## Население
| 1915 | 2001 | 2002 | 2010 |
| ---- | ---- | ---- | ---- |
| 862  | ↘548 | ↘500 | ↘466 |

## Улицы
| - ул. Горная, - ул. Зелёная, - ул. Озёрная, - ул. Переселенческая, | - ул. Степная, - ул. Увальная, - ул. Школьная. |

## Экономика
Сельскохозяйственные предприятия Анучинского района, рисоводство.

## Известные уроженцы
- Горячева, Светлана Петровна (род. 1947) — советский и российский государственный и политический деятель.